# Писенор
Писенор (др.-греч. Πεισήνωρ) — имя ряда персонажей древнегреческой мифологии и литературы:
- троянец, отец Клита[1][2];
- отец Опа, дед Евриклеи, кормилицы Одиссея[3][4];
- вестник на Итаке[5][6];
- один из женихов Пенелопы[7];
- кентавр, сражавшийся с лапифами на свадьбе Пирифоя[8][9].